# 整合開發環境列表
以下為（程式語言撰寫開發）整合開發環境的列表：

## 自由/開放原碼的整合開發環境

### 自由的多（作業）平台整合開發環境

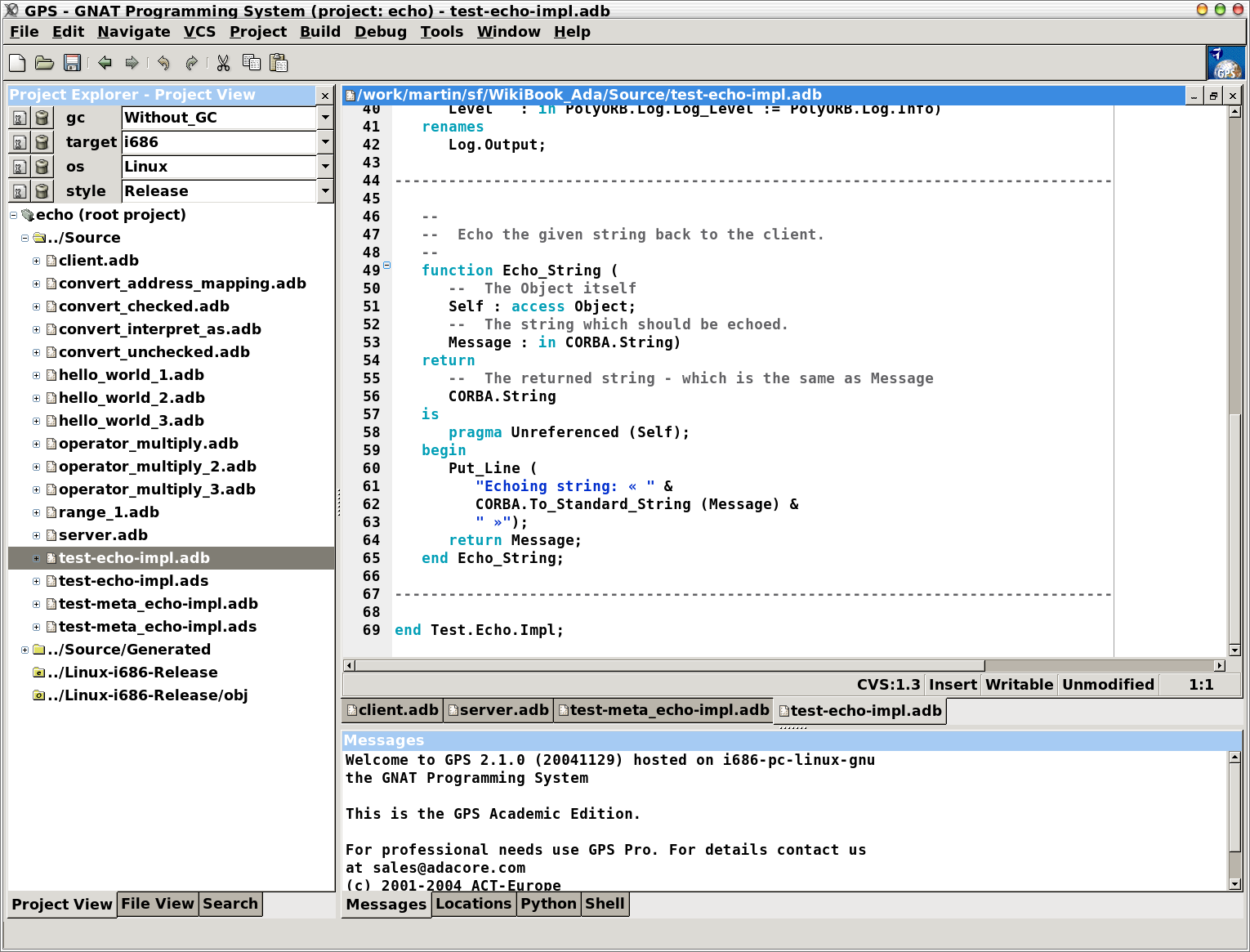
GNAT Programming Studio正在開發撰寫Ada/CORBA的程式碼。

- MonoDevelop是一套自由開放原碼的整合開發環境，支援以下的作業系統：GNU/Linux、MS Windows、Mac OS X，主要用來開發Mono與.NET Framework軟體。目前支援的程式語言包括：Python、Vala、C#、Java、BOO、Nemerle、Visual Basic .NET、CIL、C與C++。

- GNAT Programming Studio支援以下的作業系統：Linux、Microsoft Windows及Solaris for SPARC，而可使用的程式語言包括：Ada、C、C++、Fortran 90、Pascal、Perl、Python及Tcl。

- VIM text editor（文字編輯器）支援14種作業系統與39種不同的編譯器，且VIM能延伸支援任何的編譯器與程式語言。

- GNAVI視覺化軟體開發環境可成為Delphi及Visual Basic的替用，在Windows版的GNAVI中對這些程式語言所提供的相對特點，如今也移植到Mac OS X、Linux及其他類UNIX的作業系統中。

- Emacs及XEmacs是大家熟悉的編輯器（Editor），它衍生自GNU專案，它的主要特點在於延伸性。

- Code::Blocks是一套自由開放原碼的整合開發環境，支援Windows、Linux作業平台，此外也支援GCC（MinGW/Linux GCC）、Visual C++ 、Digital Mars Compiler、Borland C++ 5.5、Open Watcom等。

- Lazarus是以Free Pascal為基礎的Borland Delphi代用品，用來建立具有图形用户界面的原生性二進位碼、應用程式。

- VisualWorks （页面存档备份，存于） The non commercial full version of the mother of all IDEs for Smalltalk with origins in the early 70's. Still under heavy development

### 自由的Windows整合開發環境

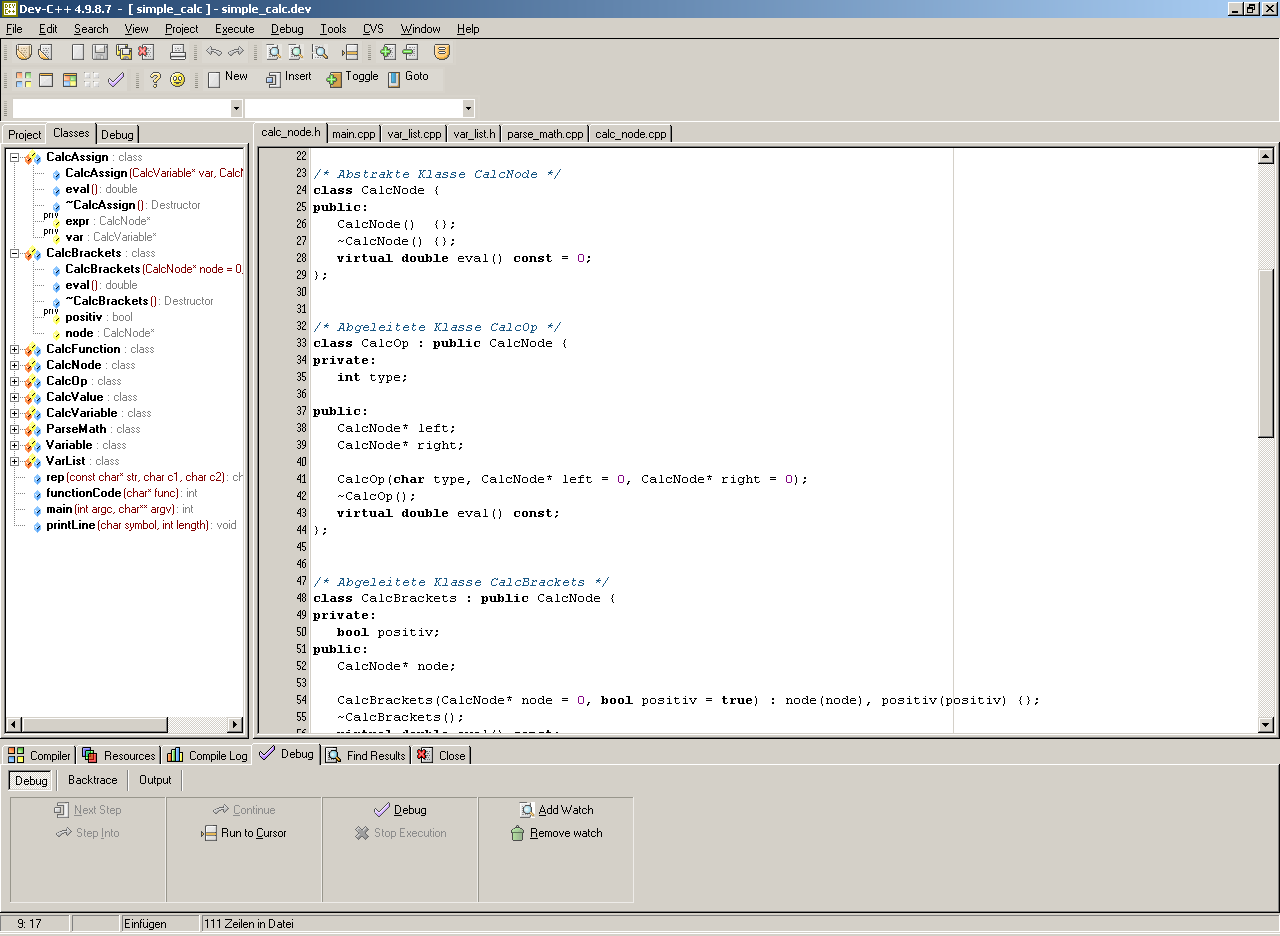
Dev-C++：一套可在Windows平台上使用的自由整合開發環境。

- Dev-C++：一套開放原碼、用於Windows平台上的整合開發環境，是運用MinGW技術移植而成。

- SharpDevelop是一套自由、開放原碼的.NET整合開發環境，且用於Windows平台上，支援C#、VB.NET及更多的.NET程式語言。

- Maguma Open Studio，一套在Windows平台上使用的自由、開放原碼整合開發環境。

- FBSL（Freestyle Basic Language （页面存档备份，存于））是一個文字模式的整合開發環境，用於Windows平台上，用來開發撰寫FBSL程式語言的程式。

- BLIde（BlitzMax IDE （页面存档备份，存于））是一套功效強悍的整合開發環境，專門用來開發撰寫BLIde程式語言的應用程式及遊戲，用於Windows平台。

### 自由的Linux/Unix整合開發環境

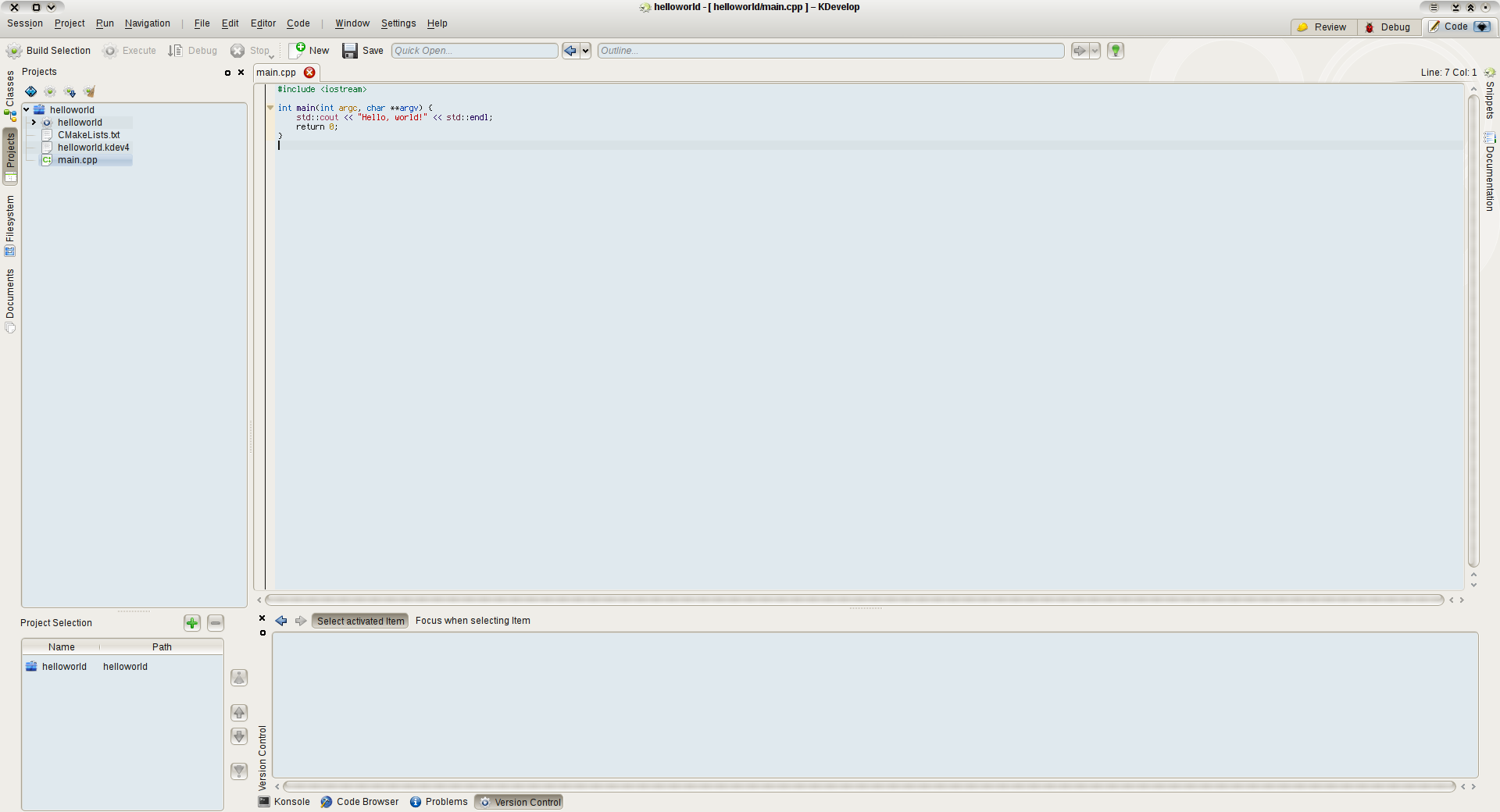
KDevelop是Linux/Unix上的一套自由的整合開發環境

- KDevelop，一套正在發展、展露中的整合開發環境，是以GNU開發工具（如：gcc、make、及GDB）為基礎所開發成，它還包含了一套圖像化的前端建立器。

- Anjuta對GNOME開發者而言格外好用，它十分穩定同時也十分適合重度開發之用。

- Gambas採行GPL授權，以BASIC程式語言直譯器及物件延伸程式等為基礎，整合開發環境，它被設計成一個類似Visual Basic的程式語言，並在Linux下執行。

- OpenLDev是一個用來與Linux上的開發工具（如：gcc、autotools及make）搭配使用的圖像形前端。多數的整合開發環境在使用上可說是既笨動又令人困惑，而OpenDev則反此道而行，主張提供一個同時適用於重度開發的專業程式師與起步的入門學習者的易用型開發介面。

- kinterdev （页面存档备份，存于）
- Quanta Plus之前稱為Quanta，針對網頁開發之用。
- eric是一套以Qt為基礎的整合開發環境，主要是針對Python程式語言的開發者所設計，雖然它也支援Java、C、HTML以及其他程式語言。
- Motor是一套文字模式的整合開發環境，可以在Linux作業環境中開發撰寫C/C++程式語言的程式。
- Geany （页面存档备份，存于）是一套運用GTK2工具套件的文字編輯器，它具備一個整合開發環境的基礎功效特點。

### 自由的Java整合開發環境
- Eclipse是針對Java所設計，不過也可以透過外掛程式（如：DevRocket）而輕易地延伸支援其他程式語言的開發，或網頁程式的開發。

- JGrasp （页面存档备份，存于）是歐本大學（Auburn University，簡稱：AU）為感謝美國國家科學基金會（National Science Foundation，簡稱：NSF）的研究資助所創寫的一套開放原碼整合開發環境（針對Java程式語言）。除支持Java外，也能夠支援Ada、VHDL、C、C++、以及不再於主控系統上以GNU工具方式提供的Objective C。

- jEdit是一位名為Slava Pestov的程式師所創寫及維護的文字編輯器，這套編輯器具有彈性且支援公有的外掛介面，因此可以很容易地成為不錯的整合開發環境（針對各種不同的程式語言）。

- NetBeans IDE是第一套模組化、開放原碼、支援多種程式語言的平台，同時也是支援Java程式語言開發的整合開發環境，事實上它自身就是100%用Java程式語言開發而成。

- TruStudio Foundation （页面存档备份，存于）是一個開放原碼專案，同時也是一個支援描述語言（scripting language）的開發工具的基礎，它建立在Eclipse平台之上。TruStudio承襲了Eclipse的多樣性開發支援，包括了編輯、除錯所需的開發工具，且具有最先進的支援特點，包括支援PHP、Python、以及其他開放原碼的技術等。

### 自由的Macintosh（麥金塔）整合開發環境
Linux/UNIX的開發工具都可以在麥金塔（Macintosh）電腦上執行，此外也可以執行X11伺服程式，且蘋果電腦（Apple）已經免費附贈Xcode。另外fink軟體開發專案也能設定Macintosh電腦，透過自由軟體的技術，使其能做到這些。

## 專屬性的整合開發環境

### 專屬性的多（作業）平台整合開發環境
- SyncRO Soft公司的Oxygen XML Editor是一套跨平台的商業整合開發環境，用來開發以XML為基礎的應用程式。

- Omnis Studio是一套跨平台的開發環境，用來開發企業或網站所用的應用程式，且開發成的應用程式能在Windows、Linux、Solaris、及Mac OS X上執行。

- REALbasic是一套易用的跨平台開發環境，它能開發出在Mac OS 9/X、Microsoft Windows、Linux上原生執行的程式。

- Maguma Workbench是一套具完整功效特點、模組化的整合開發環境，且是針對PHP、Python開發需求而設計，能提供完整的功能特色組工PHP、Python運用，此外它也能夠進行客製化，使其在Windows及Linux上執行。

- Green Hills Software公司的MULTI是一套支援多平台的C/C++整合開發環境，它能夠在Windows、Linux、及Solaris上安裝使用。 它是針對嵌入式工程師而設計，並且能與Green Hill Software公司的最佳化編譯器緊密搭配，以即予硬體的除錯探針緊密搭配。幾乎可以用在所有現行的處理器上，包括ARM、黑鰭（Blackfin）、冷火（ColdFire）、MIPS、PowerPC、x86、以及XScale等。此外也具有CVS瀏覽器、差異觀察器、原始碼自動完成（打字打到一半，自動推測與顯示可能的接續輸入）、圖像式的類別階層產生器、與Eclipse的搭配整合器、臭蟲追蹤器、-{zh-hans:条件断点;zh-hant:條件中斷點}、可描述的中斷點、以及更多開發撰寫上的支援特點。

- Omnicore公司的X-develop是一套支援多平台（以Java為基礎）的.NET/Java開發環境，它具有一些特別的功能，立即可以在程式開發撰寫時就立即進行邊寫邊進行錯誤查核，例如錯字、錯誤語法等都能立即提醒告知，或可進行程式的再分拆解構，與單元測試整合、以及及時回復的Java除錯器。

- ActiveState公司的Komodo是一套多平台的整合開發環境，針對與支援多種描述語言，如：Ruby、Python、Perl、Tcl、以及PHP等。它也包含了一套已先行整合的除錯器，同時也是個「原始碼智慧資料庫」、版本系統整合、以及能將所有各類型的原始碼進行一致性格式化轉換的公用程式。預估此將使其成為極具現代性的整合開發環境。

- Wingware公司的Wing IDE是一套支援Python撰寫的多平台整合開發環境，它具有專業級的原始碼編輯功能、圖像式的除錯器、原始碼瀏覽器、以及其他原始碼的智慧功能，這些都是針對Python程式撰寫所特有的支援設計。

- Wind River Systems公司的Wind River Workbench是專門用來開發撰寫裝置上執行程式的C/C++語言整合開發環境，它是以Eclipse為基礎所加搭形成的整合開發環境，它也能與協力業者的外掛程式緊密整合，且自有的內部外掛程式也能輕易地進行客製化，它能用於Windows、Linux、Solaris、以及其他主要的目標架構中。

- VisualWorks （页面存档备份，存于）是所有整合開發環境之祖的商業化版本，在早是從1970年代早期開始，並支援Smalltalk程式語言，目前仍持續深厚地發展著。

### 專屬性的Windows整合開發環境
- Visual Studio ，Windows上最普及的整合開發環境為微软公司的Visual Studio，它支援多種程式語言，如C#、C++、及Visual Basic，之前2002年版、2003年版的Visual Studio還在名稱末尾處加註「.NET」以表示支援.NET的新程式語言：C#、Visual Basic .NET以及Managed C++，而2005年版的Visual Studio則去掉「.NET」的字詞。

- Visual Studio Team System，就一般而言，整合開發環境多是以程式撰寫的個員為主的設計，然而2005年版的Visual Studio首次衍生出一套更適合程式開發團隊所用的Visual Studio Team System，開始有往應用程式生命週期管理（Application Lifecycle Management，ALM）的路線發展的意味，Visual Studio Team System也一樣支援.NET程式語言。

- Visual Studio Express，由於開放原碼的軟體開發工具在使用普及性與知名度上都逐漸高漲，迫使Microsoft公司必須有所因應，因此自2005年版的Visual Studio開始另行提供一套免費的的個員開發工具，不過從「Express」一字即可體會是原有標準版的速簡化設計，功能與特點上都有所限縮，好與其他商業銷售版本保持價值區隔，不過Express版依舊是封閉原始碼。

- DMDScript是Digital Mars公司的IDE是針對C++以及D語言而設計的整合開發環境。[1]

- Delphi是針對物件導向型Pascal程式語言（Object Pascal），由Borland公司所設計的整合開發環境，可說是Turbo Pascal的後續接替，Turbo Pascal是Borland公司過去極成功、極受歡迎的程式開發工具。

- Turbo C、Turbo C++：Turbo C是由Borland公司開發一套C語言的整合開發環境與編譯器軟體，後來被被Turbo C++所取代，具有一個互動的IDE等特點。
- C++ Builder是由Borland公司針對C++程式語言而設計的整合開發環境。

- MinGW Developer Studio是一套自由授權但卻封閉原始程式碼的整合開發環境，它運用MinGW將GNU的開發工具軟體（過去多在Linux、FreeBSD上）轉移到Windows平台上來使用，且在Windows上使用的效果與在Linux、FreeBSD上一樣好。

- Stylus Studio XML IDE是一套商業版的整合開發環境，用來開發以XML為基礎的應用程式。

- Zeus是一套通用性、程式語言中立性的整合開發環境，適合用來支援如C/C++、Java、PHP、Perl、Python及Ruby等程式語言。

- Peltarion公司的Synapse是以.NET為基礎的整合開發環境，特別適合用來開發自適型系統（adaptive systems）及類神經網路（neural networks）。

### 專屬性的Linux/Unix整合開發環境
- 在Linux作業平台上，寶蘭（Borland）公司推出Kylix，支援Object Pascal、C++及C等程式語言的撰寫開發。
- Code Forge（英文）

### 專屬性的Java整合開發環境
- JBuilder是寶蘭公司（Borland）所最為人熟知的商業性販售的Java程式語言整合開發環境，不過Borland公司也有提供自由、免費的版本，但功能已經過精縮化簡，更先進完整的版本仍要付費才能取得使用授權。

- JetBrains公司的IntelliJ IDEA是一套商業化銷售的Java開發環境，主要訴求在於提升開發撰寫上的產能，且開發環境在設計時就已經考慮針對「開發撰寫的分拆、解構」與「由測試端推動的程式設計（意思是：日後程式完成時當如何進行測試驗證等，事先在規劃設計與撰寫階段就將其考慮進去）」進行支援。JetBrains雖是商業性販售，但若是用於開發撰寫開放原碼相關的程式時則可自由使用而不需花費。

- 昇陽電腦（Sun Microsystems）的Sun ONE Studio其本身即是完全用Java程式語言所開發撰寫成，是以開放原碼的NetBeans開發工具平台為基礎所構築成，也因為完全以Java開發撰寫成，所以技術上可以轉移到多種作業平台上執行及管理，此套開發整合開發環境另有自由、免費的社群版（Community Edition）可用。

- IBM公司的Rational Application Developer是以Eclipse為基礎所構築成，並對Java及J2EE提供大量、廣泛的支援，此外也能支援其他的程式語言，如COBOL、PL/I。

- Xinox軟體公司的JCreator是一套用於Java的整合開發環境，功效近似於微软的Visual C++。

- TruStudio Professional （页面存档备份，存于）是一套用於PHP及Python的整合開發環境，是以TruStudio Foundation為基礎所構築，特點是具有所見即所得的HTML編輯器（WYSIWYG HTML Editor）、原始碼分析/驗證以及原始碼導引等。

- Sun Java Studio Creator是昇陽電腦針對Java程式語言的入門初學者所另行設計的整合開發工具，特別容易上手與使用。

- JDeveloper：過去由甲骨文公司（Oracle）向寶蘭公司公司購買JBuilder的技術後，再添入自有的需求而成的Java程式語言開發工具（IDE），之後陸續的新版本有JDeveloper 9i、JDeveloper 10g等，通常不單獨販售，而是隨Oracle的相關軟體一同附贈。JDeveloper支援Java、XML、Web Services、PL/SQL、PHP以及其他需求的開發。

- WebLogic Workshop：最早是賽門鐵克公司（Symantec）所推出的Visual Café for Java，之後賽門鐵克公司將程式開發工具部門分立成一家獨立公司，叫WebGain公司，更之後這家公司由比爾亞系統公司（BEA Systems）所收購，然後運用該團隊的技術及經驗，再加上一批來自微軟公司（Microsoft）的程式開發工具團隊（過去開發過Visual Basic，VB以直覺簡易開發聞名），這群人共同打造了新的Java程式語言的IDE：WebLogic Workshop。不過WebLogic Workshop也多半不單獨販售，而是隨BEA的相關軟體一同附贈。

- WebSphere Studio：多半不單獨販售，而是隨IBM的相關軟體一同附贈。

### 專屬性的Macintosh（麥金塔）整合開發環境
- Apple也為Mac OS X作業系統推出廣泛包容性整合開發環境：Xcode，並用其取代較簡易、工具整合性較低的ProjectBuilder。

### 專屬性的AmigaOS整合開發環境
- Cubic IDE是一套針對AmigaOS3、MorphOS而設計的整合開發環境。

## 外部連結
- PHP程式語言開發撰寫的整合開發環境列表（英文）
- Python程式語言開發撰寫的整合開發環境列表 （页面存档备份，存于）（英文）